# Scapheremaeus yamashitai
Scapheremaeus yamashitai är en kvalsterart som beskrevs av Aoki 1970. Scapheremaeus yamashitai ingår i släktet Scapheremaeus och familjen Cymbaeremaeidae. Inga underarter finns listade i Catalogue of Life.